# Klaxon
Klaxon foi uma revista mensal de arte moderna que circulou em São Paulo de 15 de maio de 1922 a janeiro de 1923. Foi a primeira publicação modernista brasileira após Semana de Arte Moderna. Seu nome é derivado do termo usado para designar a buzina externa dos automóveis. A utilização do nome de uma, na época famosa, marca norte-americana de buzinas foi pensada por querer remeter a um barulho que incomoda.
O principal propósito da revista foi servir de divulgação para o movimento modernista, além de criticar o tradicionalismo na arte, e nela colaboraram nomes como Mário de Andrade, Manuel Bandeira, Oswald de Andrade, Menotti del Picchia, Di Cavalcanti, Anita Malfatti, Sérgio Buarque de Holanda, Tarsila do Amaral e Graça Aranha, entre outros artistas e escritores.
Também destacam-se na revista a busca pelo atual; o culto ao progresso; a concepção de que a arte não deve ser uma cópia da realidade; aproveitamento das lições de uma nova arte em evidência, o cinema.
Embora tenha feito muito sucesso no Brasil e até no exterior devido a sua ousadia, a revista não conseguiu se manter com as assinaturas, nem com os anunciantes que deixaram de contribuir após desaprovar certos anúncios. Seu sustento maior vinha da venda direta dos exemplares e do patrocínio dos seus idealizadores, então, a partir do momento em que eles não mais se divertiam com a produção da revista ela chega ao fim, encerrando por definitivo suas atividades em Janeiro de 1923.

## Contexto histórico
O início do século XX, tanto na Europa quanto no Brasil, foi marcado pela tentativa de mudança de valores culturais e artísticos em meio a uma crise profunda em que o mundo atravessava com grandes guerras. Esses processos de mudança caracterizam o "Modernismo". 
No Brasil, em Fevereiro de 1922, foi realizada a Semana de Arte Moderna em São Paulo em que ocorreram diversas reflexões e contestações sobre a arte no país. Essa manifestação não só é intensificada pelo período de intensas transformações em todo o mundo, como também pela comemoração do centenário da Independência que trouxe discussões sobre a identidade nacional expressa através da arte. São Paulo foi a cidade sede devido ao seu processo de industrialização e reuniu na Semana de Arte Moderna jovens artistas e intelectuais que revisaram e criaram novos projetos culturais. O início do movimento foi marcado pela exposição de Anita Malfatti em 1917-1918 e sua repercussão.

## Conteúdos da revista
A revista Klaxon foi pioneira na crítica cinematográfica brasileira com textos escritos por Mário de Andrade. Além disso, ele escreveu seções de crítica sobre outras vertentes artísticas como música e literatura na Revista Klaxon: Mensário de Arte Moderna.
Mário de Andrade buscou afastar a revista de associações do conteúdo com o Futurismo e o Manifesto de Marinetti. Em uma das edições destaca-se a frase: “Klaxon não é futurista. Klaxon é klaxista”. O autor repudiou assuntos que integram o documento italiano como o desprezo às mulheres, incentivo ao militarismo e à guerra. Figuras femininas importantes do período, entre elas cantoras e atrizes,  ganharam destaque em páginas da Klaxon.
O conteúdo da revista também trazia anúncios diferenciados, com forte apelo visual e contribuições autônomas de artistas plásticos associados ao movimento. Uma publicidade muito famosa, publicada na Klaxon, possui a autoria de Guilherme de Almeida. Nela, o chocolate Lacta foi anunciado na contracapa do número de estreia através de uma composição que renovaria seu sentido após o surgimento da poesia concreta na década de 1950.  Além disso, havia anúncios fictícios que satirizavam temas como o Parnasianismo. Em uma publicidade, por exemplo, da "Panthosopho e Pateromnium & Cia", uma empresa fictícia que produzia sonetos mostrava o descontentamento do editorial moderno da Klaxon com a "fabricação" repleta de normas rígidas e formais de poemas daquele estilo, às quais os modernistas faziam duras críticas.
Entre outros assuntos publicados, estão artigos de autores nacionais como Manuel Bandeira e Sérgio Milliet, poemas internacionais em seus idiomas nativos, ensaios, crônicas, piadas e gravuras. 
Nas participações nomeadas como “extra-texto”, estavam presentes cenas com ilustrações em preto e branco de artistas como Anita Malfatti, Victor Brecheret, Di Cavalcanti e John Graz. Todos eles estiveram na Semana de Arte Moderna. Villa-Lobos, compositor carioca,  também contribuiu ao trazer uma partitura publicada no último número do mensário.

## Design da revista
A organização da Klaxon era horizontal, não possuía hierarquia jornalística ortodoxa (diretor, redator, editor, etc). Os funcionários participavam de  diversas etapas, o que permitia um forte envolvimento nos processos produtivos.
A capa da Klaxon foi idealizada por Guilherme de Almeida. Em seu depoimento para o jornal O Estado de S. Paulo em 1968, ele afirma que foi juntamente com Couto, Tácito, Aranha e Rubens à Tipografia Paulista para recolher ideias. Em seguida, Almeida criou a composição tipográfica baseada em letras maiúsculas e selecionou uma enorme letra “A” que estava em um cartaz da ópera Aída encontrado na parede. Utilizando o “A” como base, ele aplicou todas as diretrizes da capa.
Posteriormente, Sérgio Buarque de Holanda contou outra versão de que a capa da revista teria sido inspirada na capa do livro “La Fin du Monde Filmée par L’Ange Notre Dame”, de Blaise Cendrars, feita por Fernand Léger. Nela destaca-se a letra “N” das demais e está presente na maioria das palavras. Essa hipótese foi contestada pelos membros que nunca admitiriam uma  inspiração francesa na Klaxon.
O formato 27,5 x 19 cm, com mancha de 25 x 18 cm repete-se nas capas de edição a edição. Apenas a cor do papel cartolina e a cor da letra A possuem variações.

## Autores e participações na revista
Apesar de muitos textos da Klaxon serem anônimos ou coletivos, o primeiro volume sendo assinado apenas por "a redacção", tiveram participações na revista diversos artistas nacionais e internacionais como:
- Anita Malfatti
- Antônio Carlos Couto de Barros
- Di Cavalcanti
- Guilherme de Almeida
- John Graz
- Luís Aranha
- Mário de Andrade
- Menotti Del Picchia
- Oswald de Andrade
- Rubens Borba de Moraes
- Sérgio Buarque de Holanda
- Sérgio Milliet
- Tácito de Almeida
- Victor Brecheret
- Villa-Lobos

## Klaxon Extra-texto
Klaxon Extra-texto foi uma edição clandestina da kalxon que saiu logo após o encerramento da revista. O volume gerou bastante controvérsia sendo inclusive relacionada a rituais satânicos, isso porque foi confeccionado através da sobreposição das páginas de todas as edições anteriores da revista resultando em um visual um tanto quanto peculiar. O responsável pela confecção e distribuição dessa obra continua um mistério.
A produção desse volume funcionou de forma que as páginas de mesmo número de cada exemplar ficassem sobrepostas. Portanto, a capa seriam todas as capas 1-9 impressas uma por cima da outra, a página 2 seriam todas as páginas 2 das edições 1 a 9 uma impressas uma por cima da outra e assim em diante.
Por conta da forma em que foi distribuída, aparecendo misteriosamente no meio de pilhas aleatórias, e sua estética peculiar, a revista causou revolta e estranhamento. As três letras “x” presentes no título foram relacionadas ao número da besta, e por conta disso apelidaram a revista de “xxx”.
A Klaxon Extra-texto e seu apelido foram utilizados como referência para diversos grupos na posterioridade como: jovens artistas dos anos 1960 e 1970 que procuravam reviver a rebeldia da primeira fase do Modernismo; o Grupo Rex que fez homenagens para a edição não apenas na escolha da sonoridade de seu nome como na edição de seu jornal, o Rex Time de 3 de junho de 1966; e o Movimento Terrorista Andy Warhol (MTAW), que utilizava a expressão “movimento xxx”. 